# Kościół Najświętszego Serca Pana Jezusa w Jastrzębiu-Zdroju
Kościół pod wezwaniem Najświętszego Serca Pana Jezusa w Jastrzębiu-Zdroju – wybudowany w 1891 roku jako sanatorium dla dzieci katolickich. Dość szybko do uzdrowiska przybyły siostry Boromeuszki by opiekować się dziećmi, które przekształciły obiekt w Zakład Najświętszej Marii Panny, przy którym urządzono też kaplicę. Kilka lat później dobudowano dwa skrzydła budynku (ten kształt zachowany jest do dziś), urządzono jadalnię i łaźnie.
Po II wojnie budynki przejął zarząd PCK. Dzięki determinacji mieszkańców i kuracjuszy udało się doprowadzić do powstania kościoła. W 1951 roku w starym Zakładzie Marii uroczyście poświęcono nowy kościół pw. Najświętszego Serca Pana Jezusa (poświęcony 10 czerwca 1951 r.), nowszą zaś część przekazano parafii jako plebanię.